# Ливри (Кальвадос)
Ливри́ (фр. Livry) — коммуна во Франции, находится в регионе Нижняя Нормандия. Департамент коммуны — Кальвадос. Входит в состав кантона Комон-л’Эванте. Округ коммуны — Байё.
Код INSEE коммуны — 14372.

## Население
Население коммуны на 2010 год составляло 782 человека.
| 1962 | 1968 | 1975 | 1982 | 1990 | 1999 | 2010 |
| ---- | ---- | ---- | ---- | ---- | ---- | ---- |
| 908  | 797  | 725  | 754  | 713  | 705  | 782  |

## Экономика
В 2010 году среди 506 человек трудоспособного возраста (15—64 лет) 379 были экономически активными, 127 — неактивными (показатель активности — 74,9 %, в 1999 году было 70,0 %). Из 379 активных жителей работали 351 человек (200 мужчин и 151 женщина), безработных было 28 (15 мужчин и 13 женщин). Среди 127 неактивных 41 человек были учениками или студентами, 57 — пенсионерами, 29 были неактивными по другим причинам.